# Saidiya Hartman
Saidiya Hartman (1950) es una ensayista y profesora estadounidense, especializada en estudios afroamericanos.

## Carrera
Hartman trabajó en University of California, Berkeley, de 1992 a 2006, donde fue parte del Departamento de Inglés y de Estudios Afroamericanos. En 2007 fue contratada por Columbia University, especializada en historia y literatura afroamericana. En 2020 fue promovida a  University Professor en Columbia.
Fue galardonada con la beca Fulbright.  

## Teoría
Hartman es una especialista en la historia de la esclavitud, del comercio de personas de África Occidental a América, y el impacto del racismo en Estados Unidos. En su famoso ensayo "Venus in Two Acts" propone el concepto de "fabulación crítica" para revisar archivos de la esclavitud en Norteamérica a partir de una reconstrucción ficcional que de cuenta de los huecos en la archivación de la historia de las personas afectadas por la violencia racista, y en particular la ejercida contra las mujeres negra.
Hartman también teoriza lo que llama la "sobre-vida de la esclavitud", que son las formas de la violencia racial que se originan en el tráfico de esclavos y que perviven en la sociedad norteamericana contemporánea. El libro en el que trata este tema es Lose Your Mother: A Journey Along "

## Obras
- Wayward Lives, Beautiful Experiments: Intimate Histories of Riotous Black Girls, Troublesome Women, and Queer Radicals (W. W. Norton & Company, 2019)
- Lose Your Mother: A Journey Along the Atlantic Slave Route (Farrar, Straus and Giroux, 2007)
- Scenes of Subjection: Terror, Slavery, and Self-Making in Nineteenth Century America (Oxford University Press, 1997)